# Eleuteri de Tournai
Eleuteri de Tournai (Tournai?, ca. 453 - ca. 532) fou el primer bisbe de Tournai. És venerat com sant per diverses confessions cristianes.
Se sap molt poc de la seva vida, ja que no n'hi ha fonts antigues. La tradició diu que era amic de Sant Medard de Soissons i, com ell, havia viscut a la cort merovíngia. Fou nomenat bisbe de Tournai quan Remigi de Reims organitzà la divisió en diòcesis de la Gàl·lia del nord.
Se li atribuïren alguns sermons per a les festes de la Trinitat, la Nativitat i l'Anunciació (Bibliotheca Patrum, vol. XV) però no són obra seva en realitat.

## Llegenda

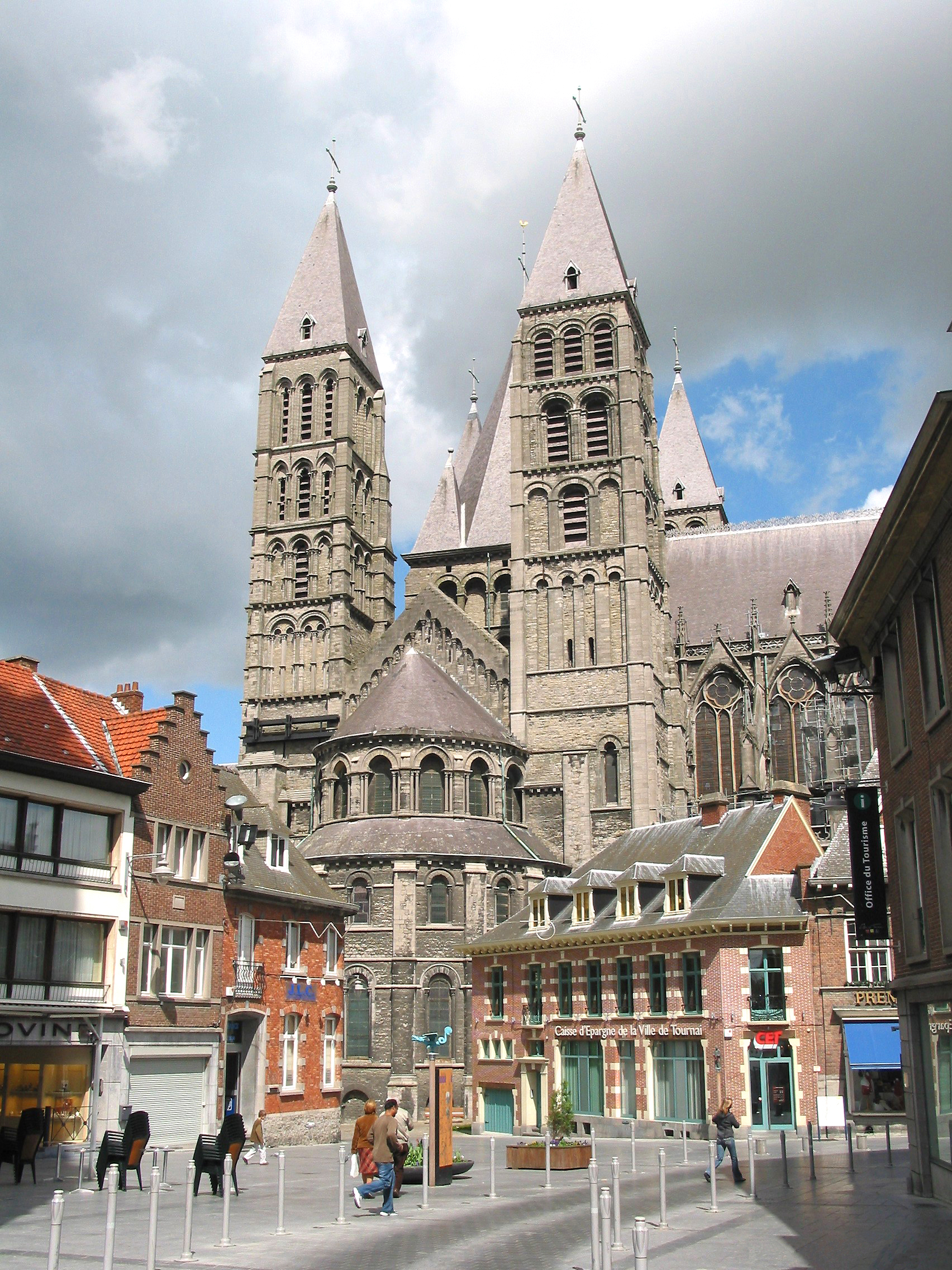
Catedral de Tournai

És venerat com a màrtir, encara que es tracta d'una llegenda pietosa creada pel canonge Henri de Tournai quan escrigué la seva vida en 1141. Probablement, per afavorir la independència de Tournai de la catedral de Noyon, "inventà" el martiri per prestigiar la seu de Tournai. Segons aquesta vida, fou mort per un grup d'arrians en sentir-lo predicar.
Henri explica que havia nascut a Tournai durant el regnat de Khilderic I. Els seus pares eren Terè i Blanda, parents d'Ireneu de Lió. Les persecucions obligaren la família a fugir al poble de Blandinium (Blandain), i després de la conversió de Clodoveu I al cristianisme, hi edificaren una església. Eleuteri fou nomenat bisbe de Tournai i el papa Hormisdes I li consultà per erradicar l'arrianisme. El bisbe convocà un sínode i predicà contra els arrians, que poc després el sorprengueren en un camí i el colpejaren fins a creure que havia mort. Va morir poc després arran de les ferides.

## Veneració
Les seves relíquies foren trobades pel bisbe Hediló de Tournai en 897 o 898. El bisbe Balduí les traslladà en 1064 o 1065, i novament en 1247, quan es portaren a l'actual reliquiari gòtic d'argent i pedres, conservat a la Catedral de Tournai. Part de les relíquies són a Saint-Martin de Tournai i a la Catedral de Bruges.